# محمد نسيب البيطار
الشيخ محمد نسيب البيطار (13 يونيو 1890 - 26 يونيو 1948)، قاضي القدس الشرعي الأسبق، وصاحب كتاب الفريدة في حساب الفريضة.

## دراسته
أنهى دراسته الابتدائية في مدينة نابلس في 13 يوليو، 1902 ثم أكمل الرشدية من عام 1905.
بدأ في نابلس تعليمه الجامعي، ثم توجه إلى جامعة الأزهر في القاهرة لدرجته الجامعية ثم انتقل إلى إسطنبول لتعليمه العالي في الشريعة الاسلامية مُسجلاً في الدراسات العليا في علوم الشريعة الإسلامية متخصصاً في علم الفرائض.

## كتابه الفريدة في حساب الفريضة
ألف كتاب الفريدة في حساب الفريضة حول علم الفرائض، والذي يعتبر إلى الآن مرجعا هاما في المواريث وتوزيع التركات.

## التحاقه بالجيش
اندلعت الحرب العالمية الأولى أثناء دراسته في إسطنبول لتعليمه العالي في الشريعة الإسلامية. وبعد تخرجه، تم تجنيده في الجيش العثماني وأرسل إلى المدرسة العسكرية وتخرج منها كضابط.
خدم بشجاعة نحو أربع سنوات تنقل خلالها إلى أعلى الرتب، ونال نصيبه من الحرب العالمية الأولى وحصل على ميدالية لأدائه الخدمة الشريفة الباسلة.
قضى أكثر واجبه العسكري في العراق.

## في فلسطين
بعد الحرب عمل في جميع أنحاء فلسطين في محاكم الشريعة الإسلامية، حيث عمل في يافا عام 1921، ثم القدس عام 1923، ثم قطاع غزة في 1938، فالناصرة وجنين.
وانتقل في وقت لاحق إلى بيسان عام 1942، ثم عُيّن بعدها في حيفا عام 1944، وأخيراً عاد إلى القدس في عام 1946 بصفة قاضي القدس.
وخلال زياراته لبلدته نابلس كان يُدعى لإمامة الصلاة في المسجد الرئيسي كبادرة من الاحترام لقاضي القدس.

## الخط العربي والأدب

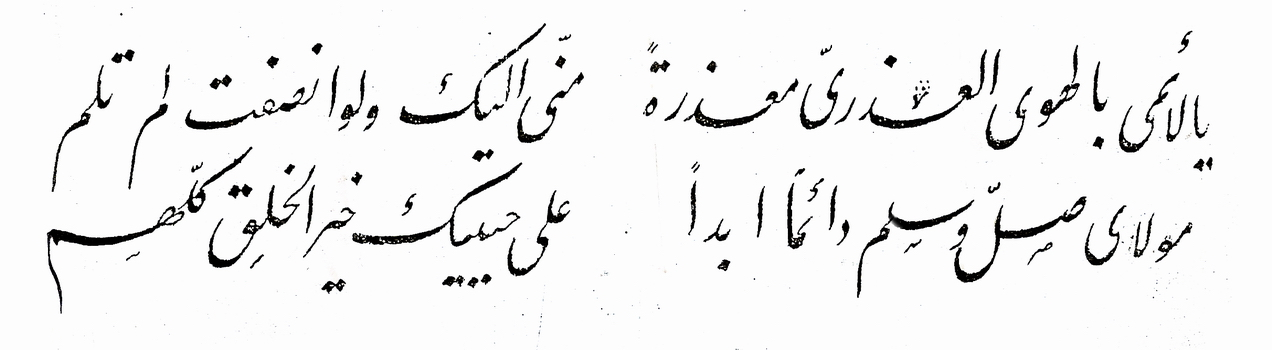
«يا لائمي بالهوى العذريّ معذرة ً.. مِنّي إليكَ ولو أنصفتَ لم تَلُمِ
مولايَ صلّ وســــلّم دائمـــاً أبدا.. على حبيـبِك خيرِ الخَلقِِ كلّهم»،
من خطوط الشيخ محمد نسيب البيطار عام 1935 في القدس.

كان الشيخ محمد نسيب البيطار خبيراً في فن الخط العربي، وكان يعطي دروساً أحياناً في الخط العربي في مدرسة الروضة في القدس إلى جانب المحكمة. كما كان عضواً في جمعية المنتدى الأدبي، وكتب الشعر ولكن لم ينشر له.

## وفاته
خلال حرب 1948، شعر بصداع حاد وشعر بأنه مريض جداً، وبسبب الحرب فإن جميع المستشفيات في فلسطين لم تأذن له بالدخول وكان لا بد من نقله إلى المستشفى الإيطالي في عمان، الأردن. وهناك توفي في 26 يونيو 1948. ودفن في مسقط رأسه مدينة نابلس بفلسطين.
- وفاة الشيخ محمد نسيب، وزوجته بهيجة، حيث توفي هو في عام 1948 بينما توفيت زوجته في عام 1967. كلاهما توفي خلال الحرب. توفي هو في 26 يونيو، 1948 كما أنها توفيت في 26 يونيو، 1967، فتوفيا بنفس يوم السادس والعشرون من شهر يونيو. توفي في المستشفى الإيطالي في عمّان، كما توفيت زوجته أيضاً في المستشفى ذاته.